# Republic P-43 Lancer
Il Republic P-43 Lancer era un aereo da caccia realizzato dalla Republic Aviation Company, azienda in precedenza nota come Seversky Aircraft Company, sul finire degli anni trenta.
Velivolo monomotore e monoplano ad ala bassa venne immesso in servizio operativo dall'USAAC nel corso del 1940. Sviluppato dal precedente Seversky P-35, diede a sua volta origine al progetto del ben più famoso Republic P-47 Thunderbolt.

## Sviluppo
Nel mese di febbraio del 1937 lo United States Army Air Corps emise una specifica relativa ad un nuovo velivolo da caccia monomotore con motore a V raffreddato a liquido (Circular Proposal X-609, la stessa che diede origine al Bell P-39 Airacobra ed al Curtiss P-40) alla quale la Seversky rispose con il progetto AP-3 (sigla di Army Project 3), sviluppo del caccia P-35 sul quale fu installato un motore Allison V-1710 al posto dell'originario Pratt & Whitney R-1830 (motore radiale raffreddato ad aria).
Per iniziativa privata, sulla spinta dalle convinzioni del progettista Alexander Kartveli circa la maggiore opportunità di impiegare unità motrici di tipo radiale, la Seversky realizzò anche un secondo velivolo: denominato AP-4 impiegava (sulla stessa cellula del P-35) una versione sovralimentata del Pratt & Whitney R-1830 (noto anche con il nome di Twin Wasp), in grado di sviluppare la potenza di 1 050 hp.
L'AP-4 fu realizzato in due esemplari di cui il secondo (identificato come AP-4D) era motorizzato con una versione del 14 cilindri ancora più potente (1 200 hp); questo secondo esemplare fu oggetto di un iniziale interesse da parte dell'USAAC che ne ordinò un esemplare, con la denominazione di XP-41, ma che venne successivamente accantonato. L'unico velivolo costruito venne utilizzato dal NACA per prove aerodinamiche riguardanti la forma della cappottatura del motore.
L'AP-4 ricevette matricola civile NX-2597 e, al termine delle prove di valutazione durante le quali il prototipo andò distrutto in un incidente di volo, portò l'USAAC ad avanzare un ordine per tredici esemplari di pre-serie che, con la sigla identificativa YP-43 e battezzati Lancer, furono consegnati tra il settembre del 1940 e l'aprile del 1941. Nel frattempo, il 13 ottobre del 1939, si era concretizzata l'uscita di Alexander de Seversky dalla società che portava il suo nome che nell'occasione venne ridenominata in Republic Aviation Corporation.
Nel medesimo periodo, sulla scorta delle prime esperienze della guerra in Europa e grazie alle evoluzioni tecnologiche resesi disponibili, l'USAAC promosse un nuovo concorso per un'ulteriore velivolo da caccia per la quale la Republic (sempre sotto la guida tecnica di Kartveli) propose ben tre progetti ancora una volta derivanti dai precedenti: si trattò dell'AP-4J (dotato di motore Pratt & Whitney R-2180 da 1 400 hp) e dell'AP-4L (motorizzato con il Pratt & Whitney R-2800 da 2 000 hp) che, come evidente dalla denominazione, discendevano dall'originario AP-4 e dell'AP-10 che, riprendendo la formula dell'AP-3, montava il V-12 Allison V-1710 capace di sviluppare la potenza di 1 150 hp.
Le risultanze di questi progetti vennero rispettivamente designate P-44-1, P-44-2 e P-47 e produssero risultati tra loro molto diversi: le prestazioni stimate per P-44-1, sebbene non trascurabili per l'epoca, vennero considerate insufficienti in prospettiva mentre il P-44-2 ottenne, nel luglio del 1940, l'interesse dell'USAAC che manifestò le proprie intenzioni con un primo ordine di 225 esemplari che, nel settembre successivo, fu incrementato di altri 174 velivoli. Dal canto suo il primo P-47 non incontrò immediatamente il favore delle autorità che ne richiesero una versione più pesante (sia in termini di struttura, in quanto il P-47 rientrava nella classe di caccia definiti "leggeri", che in termini di armamento); per far fronte a questa richiesta Kartveli decise di fondere le caratteristiche dei due distinti progetti, dando così origine all'MX-5: si trattava in sostanza dell'AP-10 con motore radiale, progetto che avrebbe dato origine al P-47B.
Poiché le potenzialità di questo nuovo progetto apparvero più promettenti, l'USAAC (che nel corso del 1941 avrebbe visto mutare la propria designazione in United States Army Air Forces) decise di annullare il programma del P-44 nel settembre del 1940, ancor prima della realizzazione del prototipo. Per altro, alla luce degli eventi maturati, le autorità militari si preoccuparono di garantire alla Republic commesse sufficienti a scongiurare difficoltà economiche in capo all'azienda nel lasso di tempo necessario allo sviluppo del P-47B. Scaturì così la decisione di avanzare ordinativi per la versione di serie del Lancer: per la precisione vennero richiesti 54 esemplari della versione iniziale P-43, 80 della versione P-43A (consegnati a partire dal 1941) e 125 della variante P-43-1 (consegnati a partire dal 1942).

## Descrizione tecnica

### Struttura
Il P-43 Lancer era un monoplano ad ala bassa, dalla struttura interamente metallica le cui forme riprendevano, affinandole, quelle del predecessore Seversky P-35; l'ala, di pianta ellittica, presentava il bordo d'attacco in posizione piuttosto avanzata ed il bordo d'uscita pronunciato all'indietro in prossimità della fusoliera. La cabina di pilotaggio era sovrastata da una cappottatura caratterizzata dalla presenza evidente delle intelaiature di connessione tra i vari elementi in blindovetro. Gli impennaggi erano di tipo classico, con lo stabilizzatore collocato alla base della deriva. L'unico elemento di evidente discontinuità rispetto al P-35 era rappresentato dal carrello d'atterraggio: pur mantenendo la configurazione tricicla posteriore, nel caso del P-43 il sistema di ritrazione portava gli elementi anteriori a rientrare, con movimento laterale direzionato verso il centro del velivolo, all'interno della struttura alare; l'elemento posteriore era costituito dal classico ruotino di coda.

### Motore
Come detto il Lancer, durante tutto il suo processo di sviluppo, venne sempre equipaggiato con il motore radiale a 14 cilindri Pratt & Whitney R-1830 Twin Wasp; le varianti impiegate (in ogni caso dotate di turbocompressore) passarono dalla "R-1830-47" installata sulla prima versione di serie (P-43), alla "R-1830-57" del P43A-1; la potenza erogata rimase comunque invariata a 1 200 hp (pari a 895 kW).

### Armamento
L'armamento del Lancer era costituito da quattro mitragliatrici, due delle quali disposte al di sopra del motore e due disposte (una per parte) all'interno delle semiali. Nelle versioni P-43 e P-43A due armi erano Browning M1919 calibro .30 in (7,7 mm) e due Browning M2 calibro .50 in (12,7 mm). A partire dalla versione P-43A-1 tutte le quattro mitragliatrici erano del tipo Browning M2 calibro .50 in.
A partire dalla versione P-43A fu introdotta la possibilità di trasportare bombe per un peso massimo di 400 lb (pari a poco più di 181 kg): potevano essere impiegate fino a sei bombe da 20 lb (circa 9 kg) oppure due da 200 lb (pari a 91 kg).

## Impiego operativo

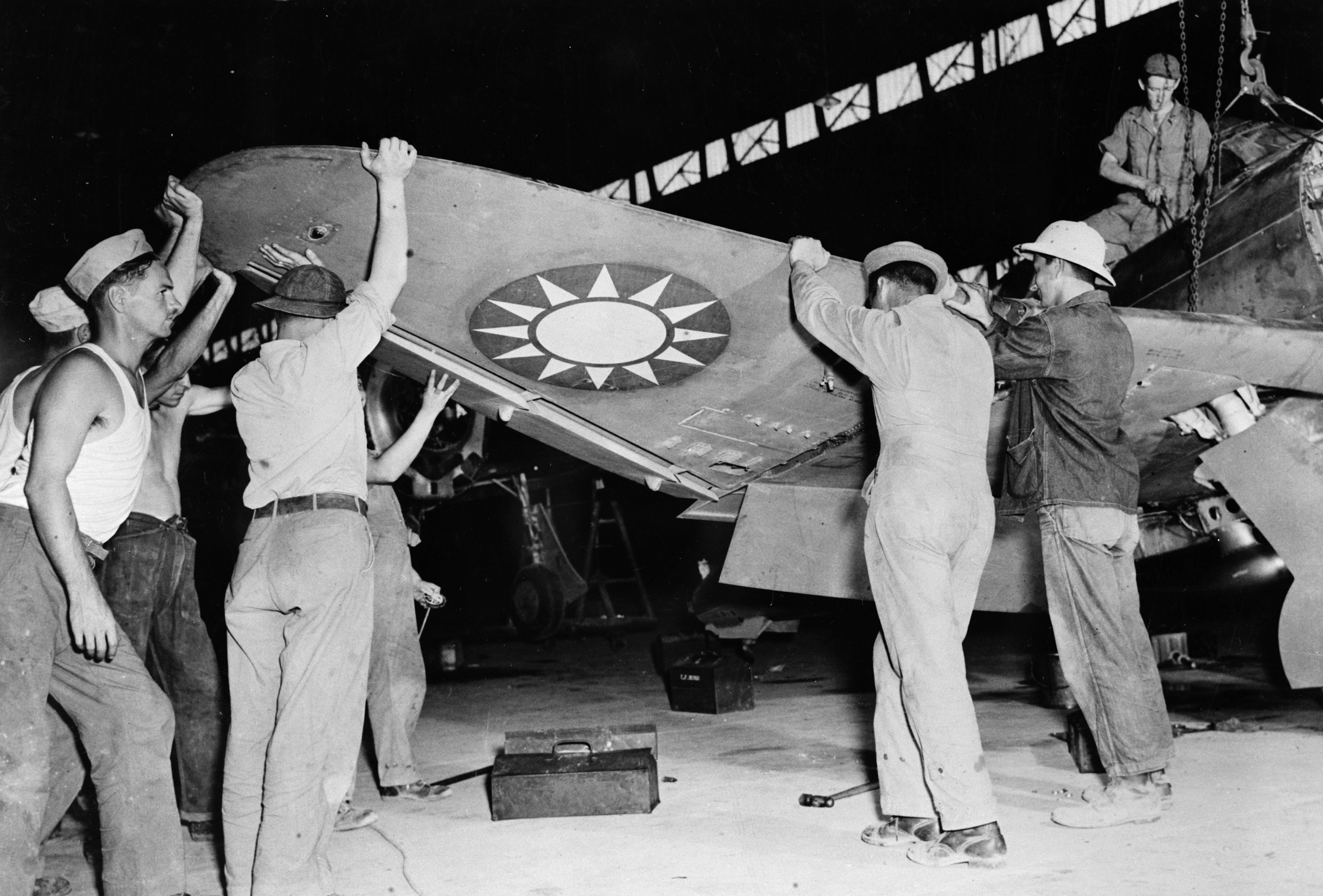
Personale durante l'assemblaggio di un P-43A-1 Lancer della Chung-Hua Min-Kuo K'ung-Chün, l'aeronautica militare della Repubblica di Cina (circa 1943).

Inizialmente i P-43 furono consegnati all'USAAC che, non considerandoli idonei al combattimento, li assegnò a compiti di addestramento; nell'ambito del programma Affitti e prestiti, 108 velivoli vennero assegnati alla Repubblica di Cina (nota anche come Cina Nazionalista); questi aerei furono in parte impiegati nel 4th Group dell'aeronautica cinese, in parte furono ceduti al 1st American Volunteer Group (meglio noto come Tigri Volanti) ed in parte rimasero in India in attesa di essere trasferiti nei reparti cinesi. Questi ultimi tuttavia vennero demoliti ed i loro motori destinati ad utilizzi ritenuti maggiormente significativi. L'impiego in combattimento dei Lancer nel teatro cinese è da considerarsi sporadico e foriero di risultati modesti.
Alcuni dei Lancer rimasti negli Stati Uniti furono modificati mediante l'installazione di fotocamere e destinati a compiti di fotoricognizione; otto di questi velivoli (quattro della versione P-43E e quattro della P-43D) vennero assegnati alla Royal Australian Air Force tra l'agosto ed il novembre del 1942. La forza aerea australiana li designò A56 assegnandoli alla 1st Photo Recon Unit, ma rese al mittente i 5 esemplari superstiti nel giro di poco meno di un anno. Di questi velivoli uno risultò disperso durante una missione di ricognizione dell'8 marzo 1943; il relitto venne ritrovato solo quindici anni più tardi a nord-est di Melbourne.

## Versioni
Dati tratti da "www.uswarplanes.net" e da "www.century-of-flight.net".
- Model AP-4: velivolo immatricolato con insegne civili; dimostratore realizzato nel 1938 su iniziativa privata della Seversky, viene considerato il prototipo del Lancer[1].
- YP-43: velivoli di pre-serie; ne furono costruiti 13 esemplari.
- P-43: lotto di 54 velivoli realizzati nel corso del 1941; rispetto agli aerei di pre-serie impiegavano una nuova versione del motore Twin Wasp.
- P-43A: versione prodotta in 80 esemplari leggermente migliorati per via di un'ennesima variazione della motorizzazione (sempre una diversa variante dell'R-1830).
- P-43A-1: versione prodotta in 125 unità con un ulteriore, marginale, miglioramento del propulsore; predisposizione per bombe da 100 lb (45 kg) o serbatoi aggiuntivi e dotato di più ampie corazzature di protezione; inoltre il calibro delle mitragliatrici, ora sistemate solo nelle ali, fu portato a 12,7 mm.
- P-43B: versione realizzata, nel corso del 1942, mediante la modifica di 150 esemplari delle serie precedenti: equipaggiati con apparecchiature fotografiche vennero destinati all'impiego come fotoricognitori.
- P-43C: lotto di soli due esemplari ancora destinati alla fotoricognizione; erano dotati di fotocamere di diverso tipo rispetto ai velivoli precedenti.
- P-43D: nuova versione dotata di modifiche di dettaglio rispetto alla precedente; su questa versione le fonti esprimono diverse opinioni: in un caso sarebbero stati costruiti sei velivoli[9], nell'altro la versione sarebbe rimasta sulla carta[1].
- P-43E: nuova variante intenzionalmente destinata alla fotoricognizione; in questo caso le fonti disponibili convergono nell'affermare che l'idea non ebbe seguito pratico.

Tutti i velivoli vennero presto dichiarati inadeguati al combattimento; come prassi consolidata in questi casi (indipendentemente dalla sigla originaria), la designazione venne modificata con l'applicazione del prefisso R (per restricted).

## Utilizzatori
Australia
- Royal Australian Air Force

 Repubblica di Cina
- Chung-Hua Min-Kuo K'ung-Chün

 Stati Uniti
- United States Army Air Corps
- United States Army Air Forces